# 1987 en Alberta
Chronologie de l'Alberta
- 1983
- 1984
- 1985
- 1986
- 1987
- 1988
- 1989
- 1990
- 1991

Cette page concerne des événements qui se sont produits durant l'année 1987 dans la province canadienne de l'Alberta.

## Politique
- Premier ministre :  Donald Getty du parti Progressiste-conservateur
- Chef de l'Opposition :
- Lieutenant-gouverneur :  Helen Hunley.
- Législature :

## Événements
- Mise en service :
  - de l' Olympic Oval stade des sports de cglace de Calgary[1].
  - du  Sunnyside C-Train Bridge , pont pour le métro et les piétons à Calgary[2].
- 31 juillet : tornade d'Edmonton, une F4 qui fait 27 victimes dans la capitale.

## Naissances

### Janvier
- 1er janvier : 
  - Gilbert Brulé, joueur de hockey sur glace.
  - Devin Setoguchi (né à Taber), joueur professionnel canadien de hockey sur glace[3].
- 4 janvier : Chelsey Marie Reist, actrice canadienne née à Edmonton. Elle interprète depuis 2014, Harper Mcintyre dans la série Les 100.
- 14 janvier : Dan Bertram (né à Calgary), joueur de hockey sur glace qui évolue au poste d'ailier droit.

### Février
- 2 février : Dustin Kohn (né à Edmonton), joueur professionnel de hockey sur glace.
- 10 février : Bryan Barnett (né à Edmonton), athlète et bobeur canadien. Son club est le Team Alberta. Il mesure 1,85 m pour 84 kg.
- 19 février : Paul Kurceba (né à Calgary), joueur canadien de hockey sur glace.

### Mars
- 10 mars : Bretton Stamler (né à Edmonton), joueur professionnel de hockey sur glace[4].

### Mai
- 1 mai : Marissa Ponich, née à Edmonton, escrimeuse canadienne .
- 2 mai : 
  - Ryan Russell (né à Caroline), joueur professionnel de hockey sur glace de nationalité canadienne.
  - Kris Russell (né à Caroline), joueur professionnel canadien de hockey sur glace. Il est le frère de Ryan Russell.
- 5 mai : Colton Jaret Yellow Horn (né à Brocket), joueur professionnel canadien de hockey sur glace[5].
- 7 mai : 
  - Stefan Read (né à Edmonton), sauteur à ski canadien. Il est le neveu de Ken Read.
  - David Schlemko(né à Edmonton), joueur professionnel canadien de hockey sur glace qui évolue au poste de défenseur.
- 12 mai : Alex Gough (née à Calgary), lugeuse canadienne.
- 15 mai : Nick Holden (né à Saint Albert), joueur professionnel canadien de hockey sur glace.

### Juin
- 2 juin : 
  - Sarah Reid, née à Calgary, skeletoneuse canadienne. Elle est double médaillée de bronze aux Championnats du monde 2013, en individuel et par équipes.
  - Brett Sutter (né à Viking) , joueur professionnel canadien de hockey sur glace[6].
- 12 juin : Graeme Gorham (né à Edmonton), sauteur à ski canadien.
- 22 juin : Judd Blackwater (né à Lethbridge), joueur professionnel canadien de hockey sur glace.
- 28 juin : Ashley Steacy, joueuse canadienne de rugby à sept née à Lethbridge. Elle a remporté avec l'équipe du Canada la médaille de bronze du tournoi féminin des Jeux olympiques d'été de 2016 à Rio de Janeiro.

### Juillet
- 22 juillet : Ryan Anderson, né à Spruce Grove, coureur cycliste canadien, professionnel entre 2008 et 2020.

### Août
- 6 août : Tosaint Ricketts, né à Edmonton, joueur international canadien de soccer, qui joue au poste d'attaquant aux Whitecaps de Vancouver.

### Septembre
- 2 septembre : T. J. Fast (né à Calgary), joueur professionnel canadien de hockey sur glace

### Novembre
- 6 novembre : Justin Fontaine (né à Bonnyville), joueur professionnel canadien de hockey sur glace.
- 12 novembre : Bryan Little (né à Edmonton), joueur professionnel canadien de hockey sur glace.
- 21 novembre : Karl Stollery (né à Camrose ) , joueur professionnel canadien de hockey sur glace. Il évoluait au poste de défenseur[7].

## Décès
- 19 septembre : Ralph Steinhauer, lieutenant-gouverneur de l'Alberta.